# Mister Johnson
Mister Johnson è un film del 1990 diretto da Bruce Beresford, tratto dall'omonimo romanzo di Joyce Cary del 1939.
La pellicola è stata in gara al Festival di Berlino 1991, nel quale Maynard Eziashi vinse l'Orso d'argento per il miglior attore. Il film venne girato a Toro, in Nigeria. Nel 1956 venne realizzata una versione teatrale interpretata, tra gli altri, da Robert Earl Jones.

## Trama
Africa occidentale, 1923. Mr. Johnson tiene la contabilità per Harry Rudbeck, un giovane ufficiale inglese comandante del distretto di Fada, in Nigeria. Mr. Johnson, purtroppo, si mette nei guai con piccole irregolarità, ma riesce ad aiutare il suo capo a costruire la strada che collegherà il piccolo distretto al resto dell'Africa occidentale. L'indifferenza dell'uomo di colore alle regole finirà però per essergli fatale, perché la burocrazia del paese a cui vorrebbe appartenere, non capisce la sua fantasiosa intraprendenza.

## Produzione
Il film fu prodotto dall'Avenue Pictures Productions.
Venne girato a Kano, in Nigeria. Le riprese, iniziate il 15 gennaio 1990, furono terminate il 22 marzo.

## Distribuzione
Il film venne proiettato per la prima volta in pubblico l'8 settembre 1990 al Toronto Film Festival.
Distribuito negli Stati Uniti dall'Avenue Pictures Productions, uscì nelle sale americane nell'aprile 1991 dopo essere stato presentato in prima a New York il 22 marzo.